# Always the Sun
Always the Sun – piosenka rockowa zespołu The Stranglers, wydana na singlu w 1986 roku jako singel promujący album Dreamtime.

## Treść
Podmiot liryczny postrzega życie jako nieprzewidywalne i często niekorzystne. Eksponuje, że wokół niego zawsze dzieją się rzeczy, których nie rozumie albo na które nie ma wpływu. Dodaje jednak, że istnieje jakieś poczucie nadziei i trwałości, czyli „słońce”. W związku z tym powinniśmy się cieszyć rzeczywistością.

## Pozycje na listach przebojów
| Lista           | Pozycja | Źródło |
| --------------- | ------- | ------ |
| Francja         | 15      | [ 2 ]  |
| Holandia        | 42      | [ 2 ]  |
| Irlandia        | 16      | [ 3 ]  |
| Polska          | 7       | [ 4 ]  |
| Wielka Brytania | 30      | [ 5 ]  |

## Covery
Piosenka była kilkukrotnie coverowana, między innymi przez Get Well Soon w 2014 roku.